# NGC 12
NGC 12 (również PGC 645 lub UGC 74) – galaktyka spiralna z poprzeczką (SBc), znajdująca się w gwiazdozbiorze Ryb. Została odkryta 6 grudnia 1790 roku przez Williama Herschela.